# Pays de Bière
Pour les articles homonymes, voir Bière (homonymie).
Le Pays de Bière est une aire géographique au sud-ouest du département de Seine-et-Marne, en Île-de-France, en France.
Cette aire, constituant la partie nord-est de la région naturelle du Gâtinais, est délimitée au nord et à l'ouest par la rivière l'École ; à l'est, par la Seine et au sud par la forêt de Fontainebleau, autrefois appelée forêt de Bière.

## Origine du nom
Bière viendrait du bas-latin beria qui signifiait plaine ou campagne rase ; beria a aussi donné, avec le même sens, berrie en vieux français.
Selon d'autres sources, ce serait un dérivé de bruyère.

## Communes
La communauté de communes du pays de Bière, créée en 2001 et dont le siège était à Cely, regroupait dix communes dont cinq dont le nom fait référence à la Bière :
- Cély-en-Bière[3]
- Chailly-en-Bière
- Fleury-en-Bière
- Saint-Martin-en-Bière
- Villiers-en-Bière

Elle a disparu le 1er janvier 2017, absorbée par la communauté d'agglomération du Pays de Fontainebleau, sauf Villiers-en-Bière qui a rejoint la communauté d'agglomération Melun Val de Seine.